# Nenia (pieśni)
Nenia (łac. naenia) – w starożytnym Rzymie pieśni żałobne śpiewane podczas pogrzebu przez rodzinę lub płaczki przy akompaniamencie fletu.
Pierwotnie nenia śpiewano jedynie podczas stypy, później także podczas prowadzenia konduktu żałobnego i samego pogrzebu.